# نزلة بلهاسة
قرية نزلة بلهاسة هي إحدى القرى التابعة لمركز مغاغة بمحافظة المنيا في جمهورية مصر العربية. حسب إحصاءات سنة 2006، بلغ إجمالي السكان في نزلة بلهاسة 4067 نسمة، منهم 2066 رجلا و2001 امرأة.